# 三河田大塚古墳
三河田大塚古墳（みかわだおおつかこふん）は、長野県佐久市三河田にある古墳。形状は円墳。長野県指定史跡に指定されている。

## 概要
長野県東部、佐久盆地中央部の千曲川・滑津川の合流地点付近の段丘縁付近に築造された古墳である。これまでに発掘調査は実施されていない。
墳形は円形で、直径30メートル・高さ5メートルを測る。埋葬施設は両袖式の横穴式石室で、南方向に開口する。安山岩の巨石を使用した大型石室であり、規模ならびに保存状態が良好な点で重要視される古墳になる。
古墳域は1962年（昭和37年）に長野県指定史跡に指定されている。

## 埋葬施設

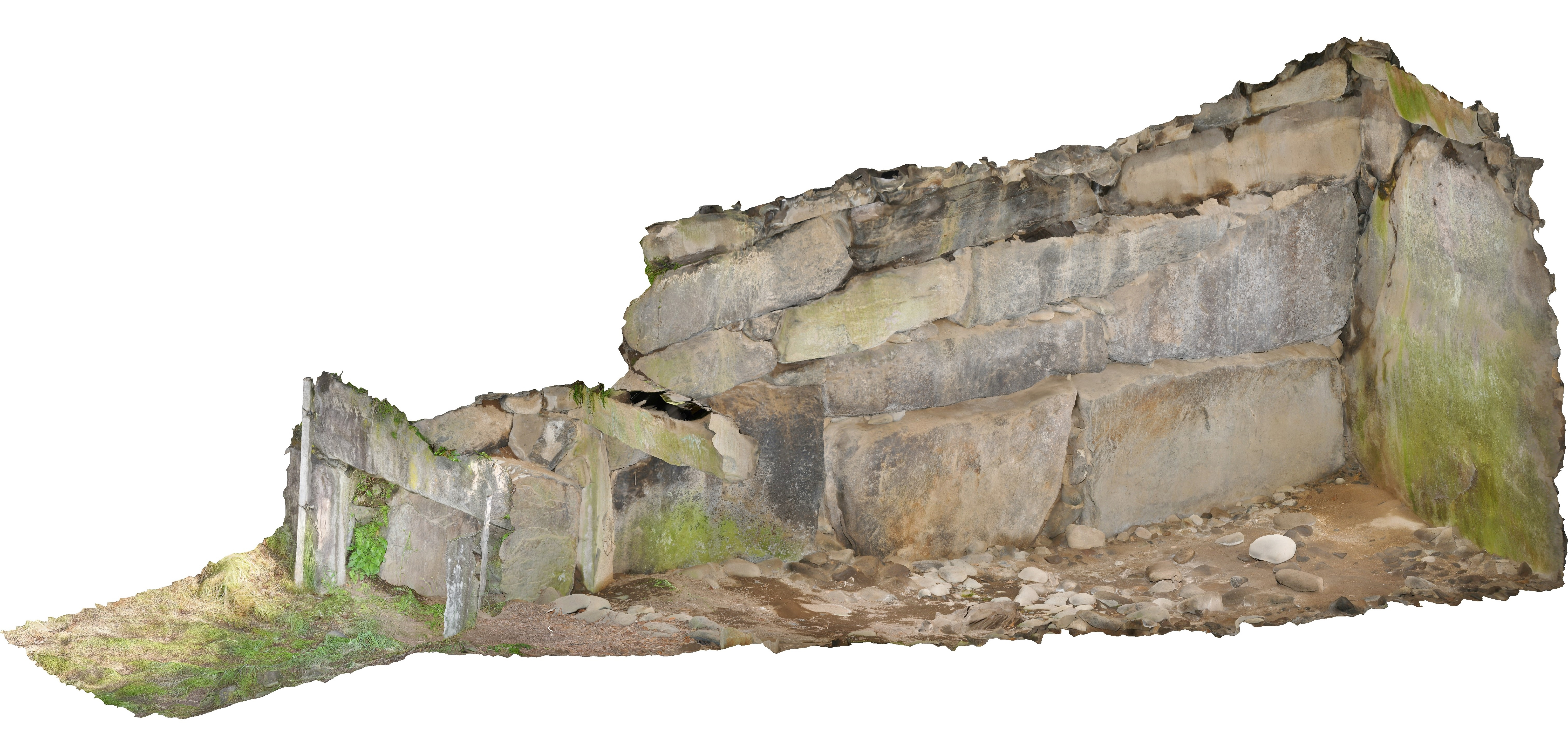
石室俯瞰図左から右に、羨道・玄室。

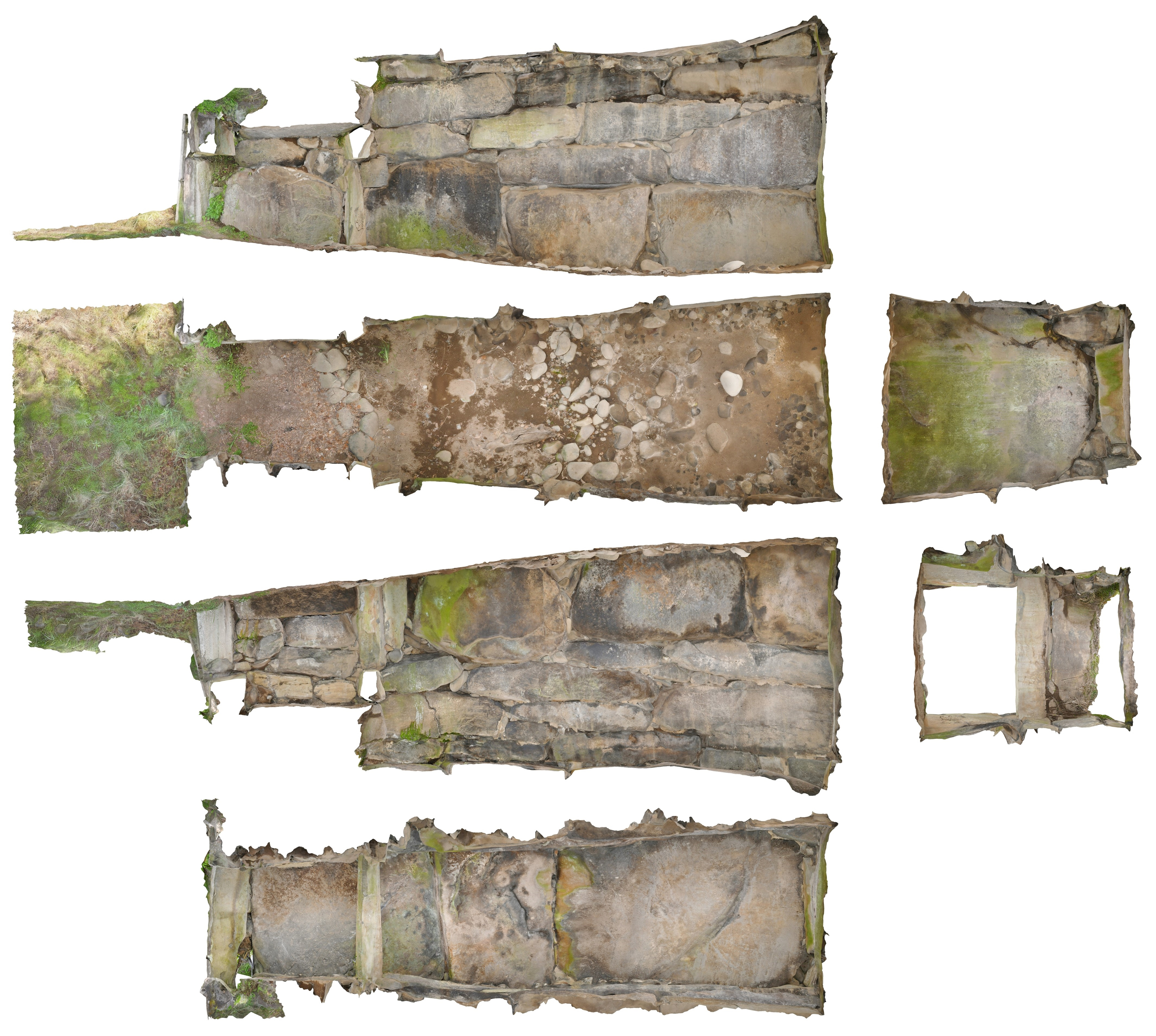
石室展開図

埋葬施設は両袖式横穴式石室で、南方向に開口する。石室の規模は次の通り。
- 石室全長：8.4メートル
- 玄室：長さ6メートル、幅2.6メートル（奥壁）・2.4メートル（中央）、高さ2.8メートル（奥壁）
- 羨道：長さ2.4メートル、幅1.8メートル（玄門）・1.6メートル（羨門）、高さ1.4メートル

石室の石材は安山岩の巨石。玄室の天井石は3枚。

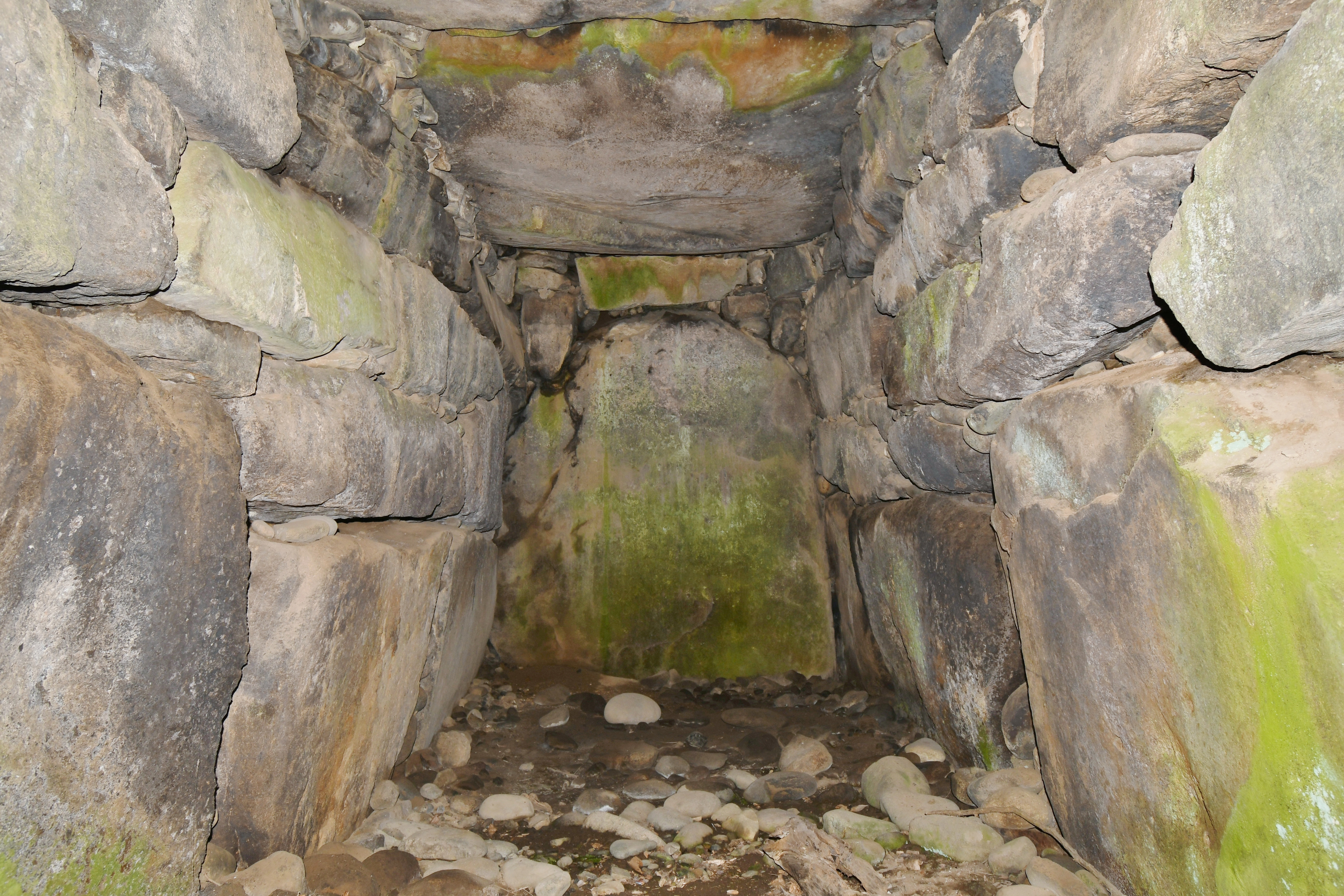
玄室（奥壁方向）
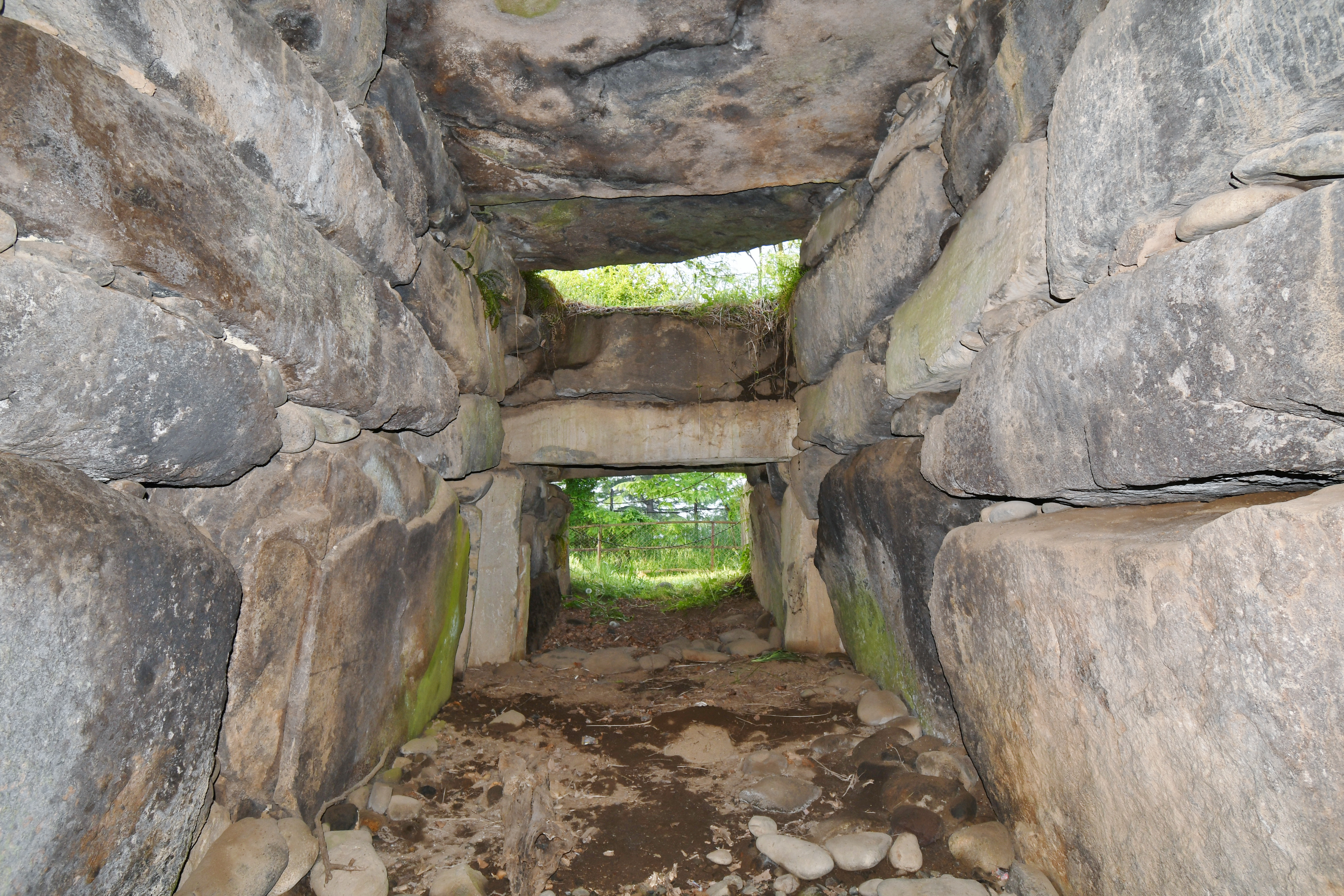
玄室（開口部方向）
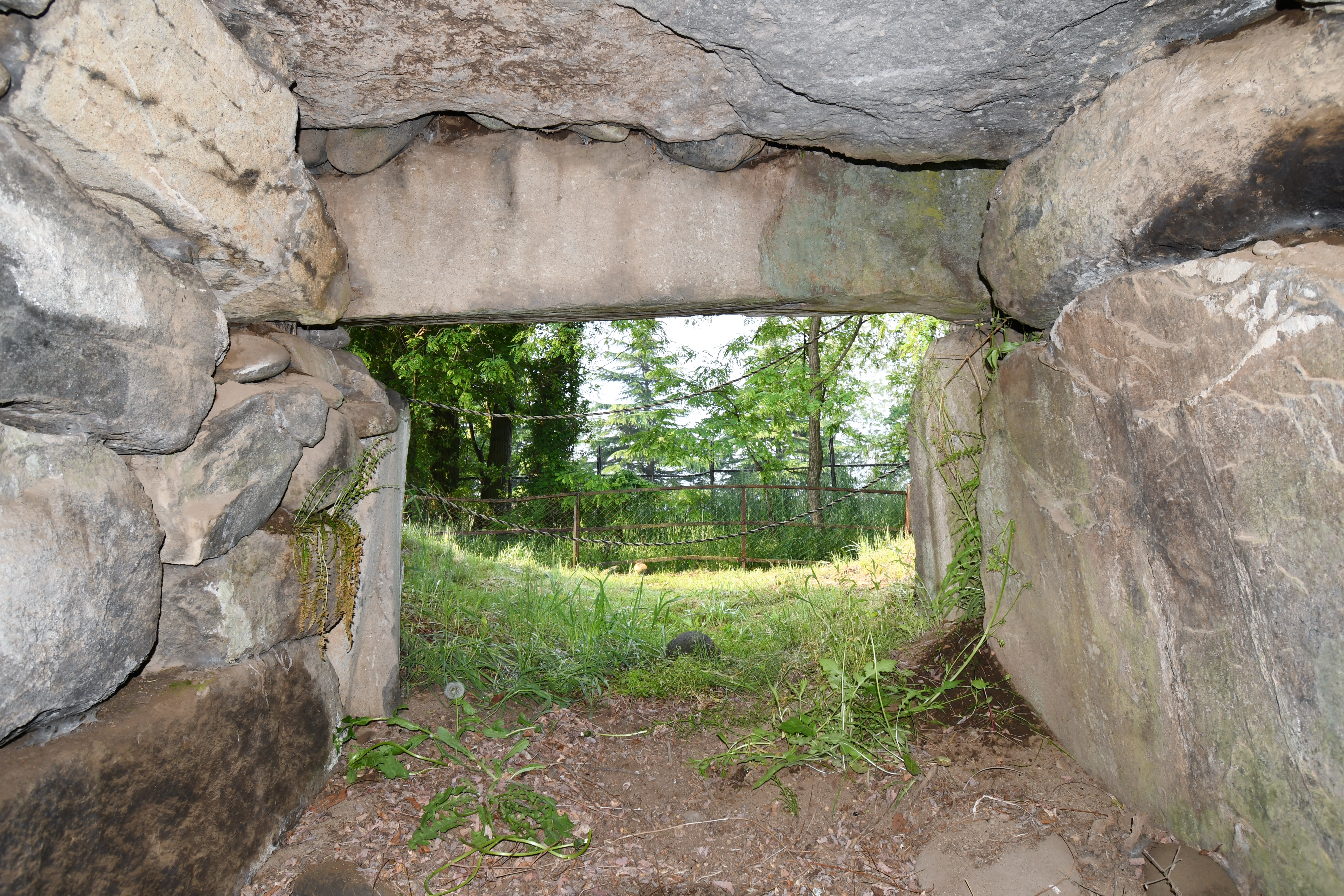
羨道（開口部方向）
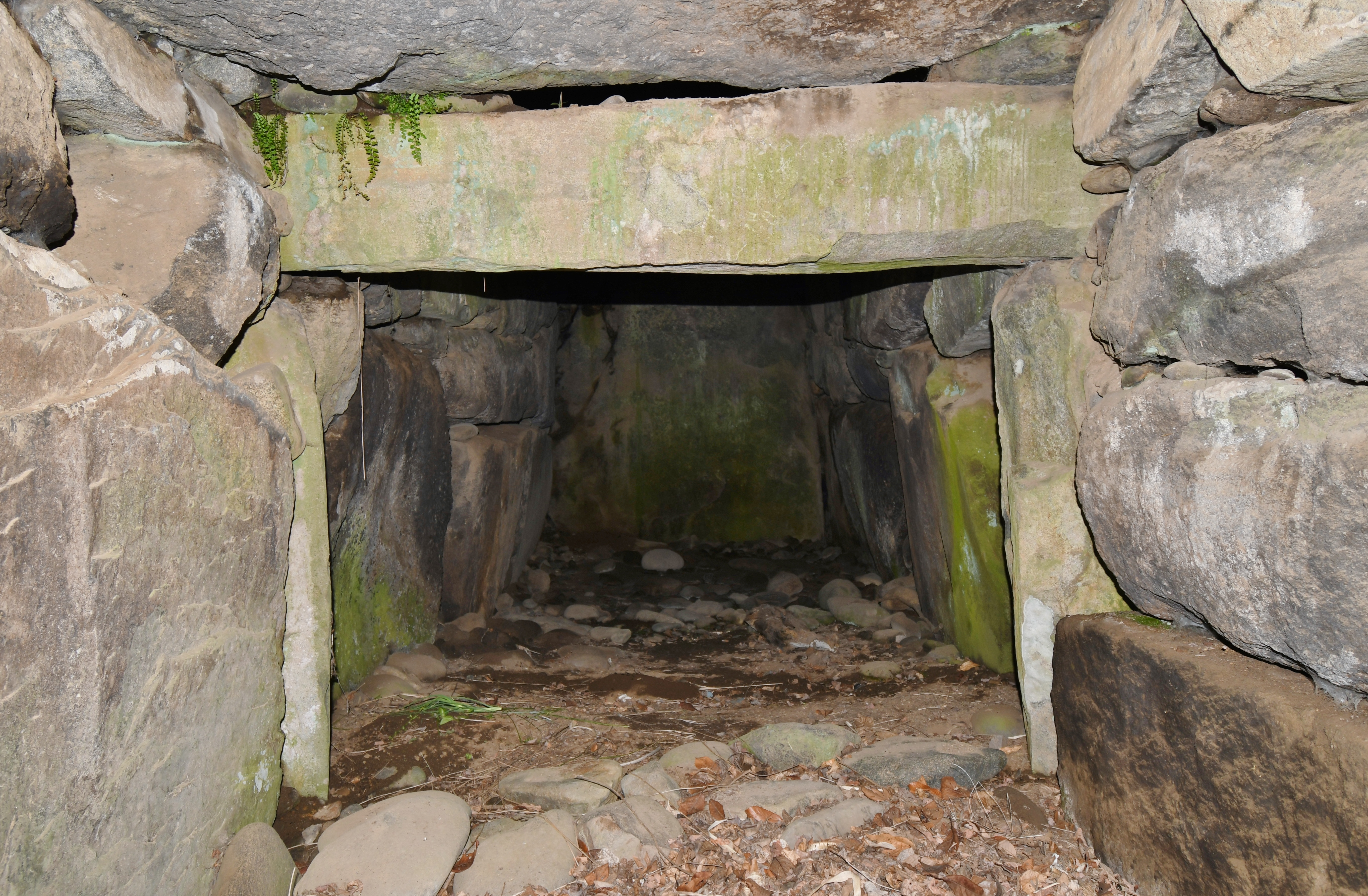
羨道（玄室方向）

## 文化財

### 長野県指定文化財
- 史跡
  - 三河田大塚古墳 - 1962年（昭和37年）7月12日指定[2][3]。